# Абдулхаликов, Магомед Ахмедович
Магомед Ахмедович Абдулхаликов (15 октября 1990, с. Южное, Кизлярский район, Дагестанская АССР, РСФСР, СССР) — российский спортсмен, специализируется по ушу. Призёр чемпионата мира, чемпион России.

## Спортивная карьера
В августе 2017 года принимал участие на летней Универсидае в Тайбэе. В конце апреля 2019 года в Москве  стал победителем чемпионата Европы по кунг-фу (традиционному ушу). В октябре 2019 года в китайском Шанхае, уступив в финале иранцу Эрфану Агангаряну, завоевал серебряную медаль чемпионата мира. В марте 2021 года в Москве стал чемпионом России по ушу. В апреле 2024 года в Москве, уступив в финале Шамилю Лабазанову из Дагестана, стал серебряным призёром чемпионата России.

## Личная жизнь
Является старшим братом бойца смешанных единоборств и мастера ушу Али Абдулхаликова.

## Спортивные достижения
- Чемпионат Европы по кунг-фу 2019 — ;
- Чемпионат мира по ушу 2019 — ;
- Чемпионат России по ушу 2021 — ;
- Чемпионат России по ушу 2024 — ;